# Kusma Akimowitsch Gurow

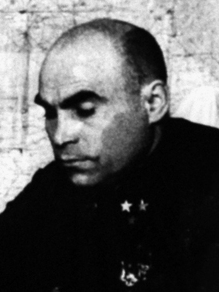
Kusma Akimowitsch Gurow (1942)

Kusma Akimowitsch Gurow  (russisch Кузьма Акимович Гуров; * 1. Januarjul. / 14. Januar 1901greg. im Gouvernement Kaluga, Russisches Kaiserreich; † 25. September 1943 im Rajon Bilmak, Oblast Saporischschja, Ukrainische Sozialistische Sowjetrepublik) war ein Offizier der Roten Armee und zuletzt Generalleutnant im Zweiten Weltkrieg.

## Leben
Kusma Akimowitsch Gurow trat 1919 in die Rote Armee ein und nahm unter anderem am Russischen Bürgerkrieg teil. Nach verschiedenen Verwendungen in der Zwischenkriegszeit war er von 1938 bis 1940 Mitglied des Militärrates der F. E. Feliks Dzierzynski Artillerieakademie und wurde als solcher am 3. März 1939 zum Brigadekommissar befördert. Nach seiner Beförderung zum Divisionskommissar am 19. Juni 1940 fungierte er zwischen August 1940 und dem 15. Juli 1941 als Kommandant des Militärpädagogischen Institut der Roten Armee. Im weiteren Verlauf des Zweiten Weltkrieges fungierte er vom 15. Juli 1941 bis zum 12. Januar 1942 als Mitglied des Militärrates der 29. Armee. Im Anschluss war er zwischen dem 12. Januar und dem 12. Juli 1942 Mitglied des Militärrates der Südwestfront unter Generaloberst Michail Petrowitsch Kirponos und nahm in dieser Funktion an der Barwenkowo-Losowajaer Operation (18. bis 31. Januar 1942) teil. 
Danach fungierte Gurow vom 14. Juli 1942 bis zum 27. Februar 1943 als Mitglied des Militärrates der 62. Armee unter den Befehlshabern Generalmajor Wladimir Jakowlewitsch Kolpaktschi (10. Juli – 3. August 1942), Generalleutnant Anton Iwanowitsch Lopatin (3. August – 5. September 1942), Generalleutnant Nikolai Iwanowitsch Krylow (5.–12. September 1942) beziehungsweise zuletzt Generalleutnant Wassili Iwanowitsch Tschuikow (12. September 1942 – 16. April 1943) und erhielt in dieser Verwendung am 6. Dezember 1942 seine Beförderung zum Generalleutnant. In dieser Funktion nahm er auch an der Schlacht von Stalingrad (23. August 1942 bis 2. Februar 1943) teil.
Am 1. März 1943 erfolgte seine Ernennung zum Mitglied des Militärrates der Südfront unter dem Befehlshaber Generalleutnant Fjodor Iwanowitsch Tolbuchin und verblieb in dieser Funktion bis zu seinem krankheitsbedingten Tode am 25. September 1943, wobei er an diesem Tage noch zum Mitglied des Militärrates der aus der Südfront hervorgegangenen 8. Gardearmee unter Generalleutnant Tschuikow berufen wurde. Für seine Verdienste wurde er mit dem Leninorden, drei Mal mit dem Rotbannerorden sowie der Jubiläumsmedaille „XX Jahre Rote Arbeiter-und-Bauern-Armee“ ausgezeichnet.

## Weblink
- Gurov, Kuzma Akimovich. Generals from Soviet Union (generals.dk), abgerufen am 21. Juli 2025 (englisch).